# Оропеса (Толедо)
Оропеса (ісп. Oropesa) — муніципалітет в Іспанії, у складі автономної спільноти Кастилія-Ла-Манча, у провінції Толедо. Населення — 2942 особи (2010).
Муніципалітет розташований на відстані близько 140 км на південний захід від Мадрида, 100 км на захід від Толедо.
На території муніципалітету розташовані такі населені пункти: (дані про населення за 2010 рік)
- Корчуела: 57 осіб
- Оропеса: 2885 осіб

## Демографія
Динаміка населення (INE ):

## Галерея зображень

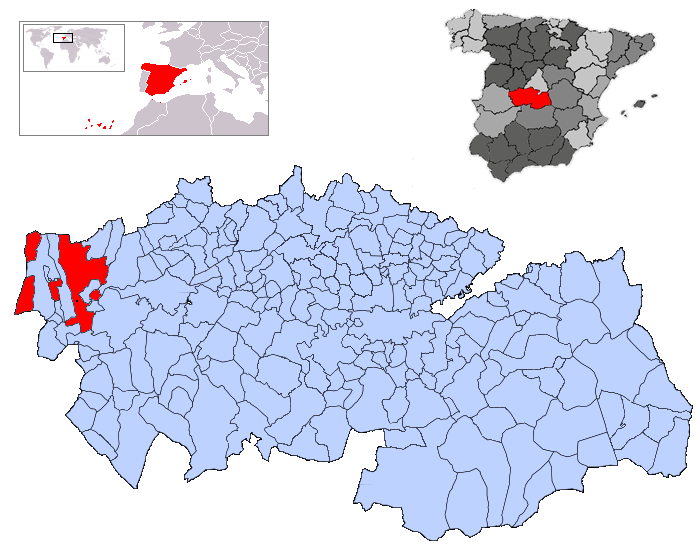
Розташування муніципалітету у провінції Толедо